# Abaja (jezero)
Abaja (amharsko አባያ ሐይቅ) je veliko jezero v goratem predelu na jugu Etiopije v glavnem etiopskem prelomu, vzhodno od gorovja Guge. 
Mesto Arba Minč leži na njegovi jugozahodni obali, južne obale pa so del narodnega parka Nečisar. Samo na jugu je Čamsko jezero. Savana, znana po divjih živalih in ptičjih vrstah, obdaja jezero, ki jih domačini tudi lovijo. Po podatkih etiopskega ministrstva za ribištvo in ribogojstvo se vsako leto iztovori 412 ton rib, kar je po ocenah ministrstva 69 % njegove trajnostne količine.
Jezero Abaja je dolgo 60 kilometrov in široko 20 s površino 1162 kvadratnih kilometrov. Leži na nadmorski višini 1284 m, na najglobjem mestu je globoko 13 m. V tem jezeru je več otokov, največji je Aruro; drugi so Gidičo, Velege, Galmaka in Alkali. Jezero je rdeče barve zaradi velike obremenitve suspendiranih sedimentov.
Jezero napajajo tri srednje velike reke. Najprej je Bilate, ki izvira na južnih pobočjih gore Gurage, nato pa teče večinoma proti jugu in se izliva v jezero Abaja na njegovi severni obali. Druga je Gidabo, ki izvira na zahodnih pobočjih gorovja Bale, nato pa prav tako teče večinoma proti jugu, da se izlije v jezero Abaja na severovzhodni konici, potem ko preide poplavne ravnice Gidabo. Tretja reka je Gelana, ki izvira na zahodnem pobočju riftne doline severozahodno od mesta Bule Hora. Pritoki izvirajo tudi na vzhodnih in severnih pobočjih gorovja Amaro. Gelana nato teče proti severu skozi Gelanski graben na sredini med obema gorovjema, preden vstopi v močvirje Bore in končno odteče na vzhodni strani v jezero.
Edini odtok jezera je skozi spodnji tok reke Kulfo neposredno pod aluvialnim stožcem na nadmorski višini 1190 m (na 6°00′39″N 37°35′07″E / 6.0109°N 37.5854°E). Rečna struga deluje kot preliv v primeru visoke gladine jezera in odvaja odvečno vodo v Čamsko jezero. Običajno gladina jezera nekoliko niha, leta 2017 je bila na 1175 m, 15 m pod gladino preliva. V zadnjih 50 letih je gladina jezera nihala le ±1,5 m okoli srednje vrednosti, ki je precej pod gladino preliva. Posledično se največja globina jezera iz leta v leto le malo spreminja, leta 2002 je imelo jezero največjo globino 13,1 metra.
V jezeru so bile opažene naslednje vrste rib: Bagrus docmac, Hydrocynus forskahlii, Labeobarbus intermedius, nilski ostriž (Lates niloticus), soma Schilbe intermedius, Synodontis schall.
Leta 1896 je italijanski raziskovalec Vittorio Bottego, ki je prvi raziskoval to regijo, preimenoval jezero Abaja v 'jezero Margherita' po kraljici Margheriti Savojski, ženi italijanskega kralja Humberta I. Ime Lago Margherita se še vedno uporablja v Italiji.